# Mallecolobus malacus
Mallecolobus malacus là một loài nhện trong họ Orsolobidae.
Loài này thuộc chi Mallecolobus. Mallecolobus malacus được Raymond Robert Forster & Norman I. Platnick miêu tả năm 1985.